# Australischer Meister (Eishockey)
Der Australische Eishockeymeister wird seit 1909 ermittelt.

## Goodall Cup
| - 1909: Victoria - 1910: Victoria - 1911: New South Wales - 1912: New South Wales - 1913: Victoria - 1914: keine Meisterschaft - 1915: keine Meisterschaft - 1916: keine Meisterschaft - 1917: keine Meisterschaft - 1918: keine Meisterschaft - 1919: Keine Meisterschaft - 1920: Keine Meisterschaft - 1921: New South Wales - 1922: Victoria - 1923: New South Wales - 1924: New South Wales - 1925: New South Wales - 1926: New South Wales - 1927: New South Wales - 1928: New South Wales - 1929: New South Wales - 1930: New South Wales - 1931: New South Wales - 1932: New South Wales - 1933: New South Wales - 1934: New South Wales - 1935: New South Wales - 1936: New South Wales - 1937: New South Wales - 1938: New South Wales - 1939: New South Wales - 1940: keine Meisterschaft - 1941: keine Meisterschaft | - 1942: keine Meisterschaft - 1943: keine Meisterschaft - 1944: keine Meisterschaft - 1945: keine Meisterschaft - 1946: keine Meisterschaft - 1947: Victoria - 1948: New South Wales - 1949: Victoria - 1950: New South Wales - 1951: Victoria - 1952: Victoria - 1953: Victoria - 1954: Victoria - 1955: keine Meisterschaft - 1956: keine Meisterschaft - 1957: keine Meisterschaft - 1958: keine Meisterschaft - 1959: keine Meisterschaft - 1960: keine Meisterschaft - 1961: Victoria - 1962: Victoria - 1963: New South Wales - 1964: New South Wales - 1965: Victoria - 1966: Victoria - 1967: Victoria - 1968: Victoria - 1969: New South Wales - 1970: New South Wales - 1971: New South Wales - 1972: Victoria - 1973: Victoria - 1974: Victoria | - 1975: Victoria - 1976: Victoria - 1977: Queensland - 1978: Victoria - 1979: Victoria - 1980: New South Wales - 1981: New South Wales - 1982: Victoria - 1983: New South Wales - 1984: New South Wales - 1985: New South Wales - 1986: South Australia - 1987: South Australia - 1988: New South Wales - 1989: New South Wales - 1990: South Australia - 1991: South Australia - 1992: New South Wales - 1993: keine Meisterschaft - 1994: New South Wales - 1995: South Australia - 1996: New South Wales - 1997: South Australia - 1998: Australian Capital Territory - 1999: New South Wales - 2000: New South Wales - 2001: New South Wales - 2002: Sydney Bears - 2003: Newcastle North Stars - 2004: Western Sydney Ice Dogs - 2005: Newcastle North Stars - 2006: Newcastle North Stars - 2007: AIHL Bears | - 2008: Newcastle North Stars - 2009: South Australia - 2009: Adelaide Adrenaline - 2010: Melbourne Ice - 2011: Melbourne Ice |

## Australian National Club Championship
- 1955: Blackhawks Melbourne
- 1956–1961: keine Meisterschaft
- 1962: Glebe Lions Sydney
- 1963: Hakoah Melbourne
- 1964: St. George Sydney
- 1965: Blackhawks Melbourne
- 1966: Glebe Lions Sydney
- 1967: Monarchs Melbourne
- 1968: Monarchs Melbourne
- 1969: Monarchs Melbourne
- 1970: Monarchs Melbourne
- 1971: St. George Sydney
- 1972: Monarchs Melbourne
- 1973: Monarchs Melbourne
- 1974: Hakoah Melbourne
- 1975: Glebe Lions Sydney
- 1976: Canterbury United Sydney

## Australian Ice Hockey League
Die Australian Ice Hockey League Meister erhalten der Goodall Cup
- 2001: Adelaide Avalanche
- 2002: Sydney Bears
- 2003: Newcastle North Stars
- 2004: Western Sydney Ice Dogs
- 2005: Newcastle North Stars
- 2006: Newcastle North Stars
- 2007: AIHL Bears
- 2008: Newcastle North Stars
- 2009: Adelaide Adrenaline
- 2010: Melbourne Ice
- 2011: Melbourne Ice